# Planeter (astrologi)
Planeter indenfor astrologien har en anden betydning end indenfor den moderne astronomi. Før teleskopets fremkomst, mente man at nattehimlen havde to forskellige slags objekter: fiksstjerner, der var ubevægelige på stjernehimlen, og vandrestjerner ((græsk): asteres planetai), der flyttede sig i forhold til fiksstjernerne.
Oldtidens stjernekiggere anerkendte de fem planeter, der er synlige med det blotte øje, bortset fra Jorden. Selvom betegnelsen "planet" kun gjaldt disse fem objekter, blev betegnelsen senere udvidet, specielt i Middelalderen, til også at gælde solen og månen (nogen gange kaldet "Lys"), så der i alt var syv planeter.

## Symbolik for de 7 klassiske planeter

### Solen
- Apollon (romersk mytologi), Helios (græsk mytologi)

### Månen
- Diana (romersk mytologi), Selene (græsk mytologi)

### Merkur
- Merkur (romersk mytologi), Hermes (græsk mytologi)

### Venus
- Venus (romersk mytologi), Afrodite (græsk mytologi)

### Mars
- Mars (romersk mytologi), Ares (græsk mytologi)

### Jupiter
- Jupiter (romersk mytologi), Zeus (græsk mytologi)

### Saturn
- Saturnus (romersk mytologi), Kronos (græsk mytologi)

## Symbolik for de 4 trans-saturniske planeter

### Uranus
- Caelus (romersk mytologi), Uranos (græsk mytologi)

### Neptun
- Neptunus (romersk mytologi), Poseidon (græsk mytologi)

### Pluto
- Pluton (romersk mytologi), Hades (græsk mytologi)

### Eris
- Discordia (romersk mytologi), Eris (græsk mytologi)